# Manuel Noriega
Manuel Antonio Noriega (11. februar 1934 – 29. maj 2017) var en panamansk general som var Panamas diktator fra 1983 til 1989. Officielt blev han aldrig Panamas præsident, men han havde været chief executive officer for en kort periode i 1989.
Han blev indsat i et føderalt fængsel i Miami. Noriegas dom blev reduceret til 17 års fængsel, på grund af god opførsel. Dommen var afsonet 9. september 2007. Han blev dog siddende da Frankrig ønskede ham udleveret. Han modsatte sig udlevering til Frankrig, da han mente at Frankrig ikke ville give ham status som krigsfange. Dette hjalp dog ikke og han blev 26. april 2010 udleveret til de franske myndigheder.
Noriega blev i december 2011 overført til et fængsel i Panama.